# Черновол, Андрей Георгиевич
Андре́й Гео́ргиевич Черново́л (род. 7 сентября 1972) — российский дипломат. Чрезвычайный и полномочный посланник 2 класса (2023). С марта 2023 года — чрезвычайный и полномочный посол Российской Федерации в Судане.

## Биография
Окончил Московский государственный институт международных отношений (МГИМО) МИД России (1996).
На дипломатической работе с 1996 года. Владеет арабским и английским языками.
- В 1996—2000 годах — сотрудник Посольства России в Египте.
- В 2002—2006 и 2007—2011 годах — сотрудник Посольства России в Сирии.
- В 2011—2013 годах — сотрудник дипмиссии России при Палестинской национальной администрации в Рамалле.
- В 2016—2017 годах — старший советник Посольства России в Йемене, временный поверенный в делах России в Йемене.
- В 2018—2019 годах — советник-посланник Посольства России в Саудовской Аравии.
- В 2019—2023 годах — начальник отдела Департамента Ближнего Востока и Северной Африки МИД России.
- С 10 марта 2023 года — чрезвычайный и полномочный посол Российской Федерации в Судане[1].

## Дипломатический ранг
- Советник 1 класса (ноябрь 2015)[2].
- Чрезвычайный и полномочный посланник 2 класса (2 октября 2023)[3].

## Семья
Женат, имеет двоих детей.